# Bakossi (peuple)
Pour les articles homonymes, voir Bakossi.

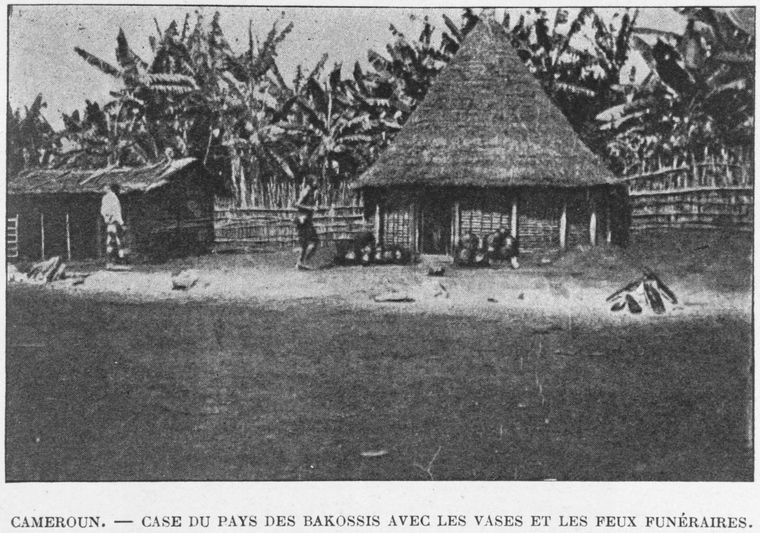
« Case du pays des Bakossis avec les vases et les feux funéraires » (début du XXe siècle

Les Bakossi sont une population bantoue d'Afrique centrale, établie dans le département de la Meme de la région du Sud-Ouest du Cameroun, le long du fleuve Moungo, entre les monts Koupé et Manengouba. Ils sont également présent au Nigeria.

## Histoire
Les relations avec leurs confrères francophones n'ont pas toujours été harmonieuses, comme en témoignent les massacres de Tombel en 1967.

## Ethnonymie
Selon les sources et le contexte, on rencontre plusieurs formes : Bakosi, Bakossis, Koose, Kosi, Kossi, Muamenam, Nhalemoe, Nkosi, Nkosis.

## Langues
Ils parlent le bakossi (ou akoose), dont le nombre de locuteurs au Cameroun était estimé à 100 000 en 2001.

## Personnalités
- Syndy Emade, actrice
- Laura Onyama, actrice